# Seriphidium ghazniense
Seriphidium ghazniense là một loài thực vật có hoa trong họ Cúc. Loài này được (Podlech) K.Bremer & Humphries miêu tả khoa học đầu tiên năm 1993.